# Удрицьк (станція)
Удрицьк (до 1904 року Висоцьк) — прикордонна проміжна залізнична станція Рівненської дирекції Львівської залізниці на лінії Сарни — Удрицьк між станцією Милячі (11 км) та прикордонною станцією з боку Білорусі Горинь (12 км). Розташована у селі Удрицьк Дубровицького району Рівненської області.

## Історія
Станцію було відкрито 2(14) серпня 1885 року при будівництві лінії Рівне — Сарни — Лунинець. Первинна назва станції — Висоцьк, сучасна назва — з 1904 року.
З 1992 року є прикордонною. На станції діє пункт прикордонного та митного контролю «Удрицьк».
У 2018 році «Укрзалізницею» запропоновано закрити станцію Удрицьк через невеликий обсяг робіт — кількість відвантажених вагонів не покриває затрати на обслуговування станції.

## Пасажирське сполучення
Усі пасажирські потяги, що проходили через станцію, здійснювали зупинку для проведення прикордонного та митного контролю.
До 2020 року була кінцевою для 2 дизель-поїздів, що курсували із Сарн; для 1 дизель-поїзда, що курсували з Білорусі (з проведенням прикордонного та митного контролю), та проміжною станцією для 1 дизель-поїзда, що курсував на/зі станції Здолбунів/Сарни до станції Горинь (з проведенням прикордонного та митного контролю).
З 16 березня 2020 року тимчасово принений рух пасажирських потягів з Білорусі на територію України, через запобігання розповсюдження захворювань на COVID-19:.